# Double Leopards
Double Leopards est un groupe de rock indépendant américain, originaire de New York. Ils se délocaliseront plus tard à Philadelphie, en Pennsylvanie. Le groupe pratique une musique drone expérimentale à travers des plages la plupart du temps longues et atmosphériques. Le groupe est principalement connu pour son double-album Halve Maen, publié en 2003.

## Biographie
Double Leopards est formé en 1998 à New York comme trio par les guitaristes Chris Gray et Jon Chapman, et le claviériste Marcia Bassett. Ils comptent deux premiers CDs indépendants : The Axe Helve (Heavy Conversation, 1999) et A Pebble in Thousands of Unmapped Revolutions (Eclipse Records, 2001).
En 2002, le groupe enregistre et publie un premier CD-R intitulé Detroit/Louisville 2002 au label indépendant U-Sound Archive. L'année suivante, en 2003, le groupe enregistre et publie son premier double-album au studio Rare Book Room. Intitulé Halve Maen, publié au label Eclipse Records, l'album est loué par l'ensemble de la presse spécialisée,,. L'album sera plus tard réédité par Eclipse Records en 2006. 
Entre 2004 et 2005, Double Leopards fait notamment paraître une cassette audio intitulée Breeding Turbines, et enregistre un concert avec le groupe local Mouthus, publié en 2005, comme split sous le titre de Tour Split. Toujours en 2005, le groupe publie son deuxième album studio, A Hole is True. Il est enregistré à Brooklyn, publié le 8 novembre 2005 chez Troubleman Unlimited,. Comme pour leur premier opus, il est bien accueilli par l'ensemble de la presse spécialisée,. Bien qu'aucune séparation officielle n'ait été faite, le groupe ne donne plus signe d'activité depuis 2006.

## Discographie
- 1999 : The Axe Helve (Heavy Conversation)
- 2001 : A Pebble in Thousands of Unmapped Revolutions (Eclipse Records)
- 2002 : Detroit/Louisville 2002 (U-Sound Archive, CD-R)
- 2003 : Halve Maen (Eclipse Records)
- 2004 : Breeding Turbines (American Tapes, cassette audio)
- 2005 : Tour Split (split avec le groupe Mouthus) (Troubleman Unlimited)
- 2005 : The Blind Destroyer (Chondritic Sound)
- 2005 : Savage Summer Sun (Hospital Productions)
- 2005 : Out Of One, Through One and to One (Eclipse Records)
- 2005 : Fuck Victoriaville (split avec le groupe Dead Machines)
- 2005 : A Hole is True (Troubleman Unlimited)
- 2006 : Crippled Rosebug Binding (split avec  Mouthus et Sunroof!) (Music Fellowship)